# Heinrich Schultz (Münzmeister)
Heinrich Schultz († nach 1624) war Münzmeister in Dessau.

## Leben und Wirken
Heinrich Schultz war ab 1622 Münzmeister in Dessau. Am 21. Juli dieses Jahres wurde er erstmals in der Marienkirche als Taufpate erwähnt. 1623 nahm er wahrscheinlich beim Obersächsischen Münzprobationstag teil.
In den Jahren 1622 bis 1624 wurde unter seiner Leitung jeweils ein doppelter, ein einfacher, ein halber und ein viertel Taler pro Jahr geprägt. Sein Münzzeichen war HS.
Heinrich Schultz floh 1624 aus Dessau, da er seine Pacht nicht bezahlen konnte. Johann Christoph Beckmann bezeichnete ihn als schlechten Haushälter.
Der (vermeintliche) Sohn Johann Bernhard Schultz wurde Medailleur und Kartograf in Berlin.